# Palliativnetz
Ein Palliativnetz oder Palliativ- und Hospiznetz ist ein Netzwerk in begrenzten Regionen (meist Großstädten oder Kreisen) aus verschiedenen Einrichtungen der Palliativ- und Sterbebegleitung.

## Bestandteile
Wie ein Palliativnetz aufgebaut ist, ist von Netz zu Netz unterschiedlich und hängt stark davon ab, wie die medizinische und pflegerische Infrastruktur in den jeweiligen Regionen aussieht. Im Regelfall besteht ein solches Netzwerk aus angeschlossenen Hausärzten, speziell ausgebildeten Palliativärzten, (Palliativ-)Pflegediensten, ambulanten Hospizdiensten, stationären Hospizen, Palliativkliniken sowie speziellen Palliativstationen in Kliniken und Krankenhäusern.

## Aufgaben und Ziele
Die Hauptaufgabe sämtlicher Bestandteile von Palliativnetzen ist die schnelle, reibungslose und würdevolle Begleitung von schwerstkranken Menschen mit einer unheilbaren Krankheit in ihrer letzten Lebensphase sowie deren Angehöriger, um eine möglichst hohe Lebensqualität im Prozess des Sterbens zu ermöglichen. Dazu ist es nötig, die Klientenwünsche insbesondere in Bezug auf den Ort ihres Sterbens zu unterstützen, um bspw. nicht nötige und eher belastende Krankenhausaufenthalte zu vermeiden oder einen Verbleib in der eigenen häuslichen Umgebung zu ermöglichen. Dabei werden die Sterbenden selbst genau so wie ihre Angehörigen psychosozial wie auch seelsorgerisch unterstützt.
Dazu arbeiten Ärzte mit stationären sowie ambulanten Diensten eng verzahnt zusammen. Wichtige Bestandteile dafür sind Fortbildungen und Arbeiten in Qualitätszirkeln und Arbeitsgemeinschaften, um eine ständige Weiterentwicklung voranzutreiben.

## Palliativnetze in Deutschland (Auswahl)
- Palliativnetz Bielefeld e. V.
- Palliativnetz Bochum
- Palliativnetz Kreis Coesfeld
- Palliativ- und Hospiznetz Dortmund
- Palliativnetz Freiberg
- Palliativnetz Kreis Herford
- Palliativ- und Hospiznetzwerk Köln
- Palliativnetz Lünen-Werne
- Palliativnetz Münster
- Palliativnetz Paderborn
- PalliativNETZ Siegen-Wittgenstein-Olpe e.V.
- Palliativnetz Soest – Hochsauerlandkreis
- Palliativ Netz Stuttgart
- Palliativnetz Travebogen gGmbH (Hansestadt Lübeck)
- Palliativnetz Unna
- Palliativnetz-Witten e.V.
- Palliativnetz Freiburg gGmbH
- Palliativnetz Lörrach gGmbH (SAPV und Wünschebus Südbaden)